# Пауль-Герман Вернер
Пауль-Герман Вернер (нім. Paul-Hermann Werner; 19 березня 1893, Штаде — 30 червня 1940, Атлантичний океан) — німецький офіцер, оберст вермахту. Кавалер Лицарського хреста Залізного хреста.

## Біографія
Учасник Першої світової війни. Одержав 4 поранення, за бойові заслуги відзначений численними нагородами. Після війни служив у фрайкорі та рейхсвері.
З 26 серпня 1939 року — командир 31-го танкового полку 5-ї танкової дивізії. Учасник Польської і Французької кампаній. Відзначився під час взяття Мобежа: разом із своїм полком зайняв цитадель з двома фортами і утримував їх до прибуття підкріплень. Завдяки своїм діям Вернер одержав прізвисько «Червоний Диявол», засноване на емблемі його полку. З 19 червня 1940 року — перший офіцер військово-морської бази Бреста. Під час плавання в Атлантичному океані біля Бреста помер від серцевого нападу.

## Звання
- Фанен-юнкер (1912)
- Лейтенант (2 серпня 1914) — патент від 20 серпня 1912 року.
- Обер-лейтенант (18 грудня 1917)
- Гауптман (1 лютого 1926)
- Майор (1 липня 1934)
- Оберст-лейтенант (1 січня 1937)
- Оберст (1 жовтня 1939)

## Нагороди
- Залізний хрест
  - 2-го класу
  - 1-го класу (27 грудня 1915)
- Орден «За заслуги» (Баварія) 4-го класу з мечами (1916)
- Ганзейський Хрест (Гамбург)
- Нагрудний знак «За поранення» в сріблі (6 травня 1918)
- Королівський орден дому Гогенцоллернів, лицарський хрест з мечами (20 червня 1918)
- Нагрудний знак прикордонника з синьо-жовтим бантом (18 серпня 1919)
- Почесний хрест ветерана війни з мечами (1934)
- Орден дому Саксен-Ернестіне, командорський хрест 1-го класу (1 грудня 1935)
- Медаль «За вислугу років у Вермахті»
  - 4-го 3-го і 2-го класу (18 років) (2 жовтня 1936) — отримав 3 медалі одночасно.
  - 1-го класу (25 років) (26 березня 1938)
- Пам'ятна військова медаль (Угорщина) з мечами (4 лютого 1937)
- Орден Вази, командорський хрест (Швеція) (30 квітня 1937)
- Пам'ятна військова медаль (Австрія) з мечами (20 грудня 1937)
- Медаль за участь у Європейській війні (1915—1918) (Болгарія) (10 січня 1938)
- Застібка до Залізного хреста
  - 2-го класу (1939)
  - 1-го класу (1940)
- Лицарський хрест Залізного хреста (3 червня 1940)
- Нагрудний знак «За танкову атаку» в сріблі (1941; посмертно)